# Ptolemaios V. Epifanés
Ptolemaios V. zvaný Epifanés („nalezený“, řecky Πτολεμαίος E' ὁ Ἐπιφανής) byl synem Ptolemaia IV. Filopatóra a Arsinoé III.  a pátým egyptským faraonem z dynastie Ptolemaiovců. Ptolemaios V. se stal králem už v pěti letech, faraonem byl korunován v Memfis až po dovršení věku ~14 let v roce 196 př. n. l. Do jeho dospělosti za něho vládli regenti, Agathokles a Sosibios, za jejichž faktického panování bylo království značně ochromeno. K oslavě korunovace Epifanése v 26. března 196 př. n. l. byla kněžským shromážděním vydána trojjazyčná Memfiská stéla, častěji uváděná jako Rosettská deska.

## Vláda

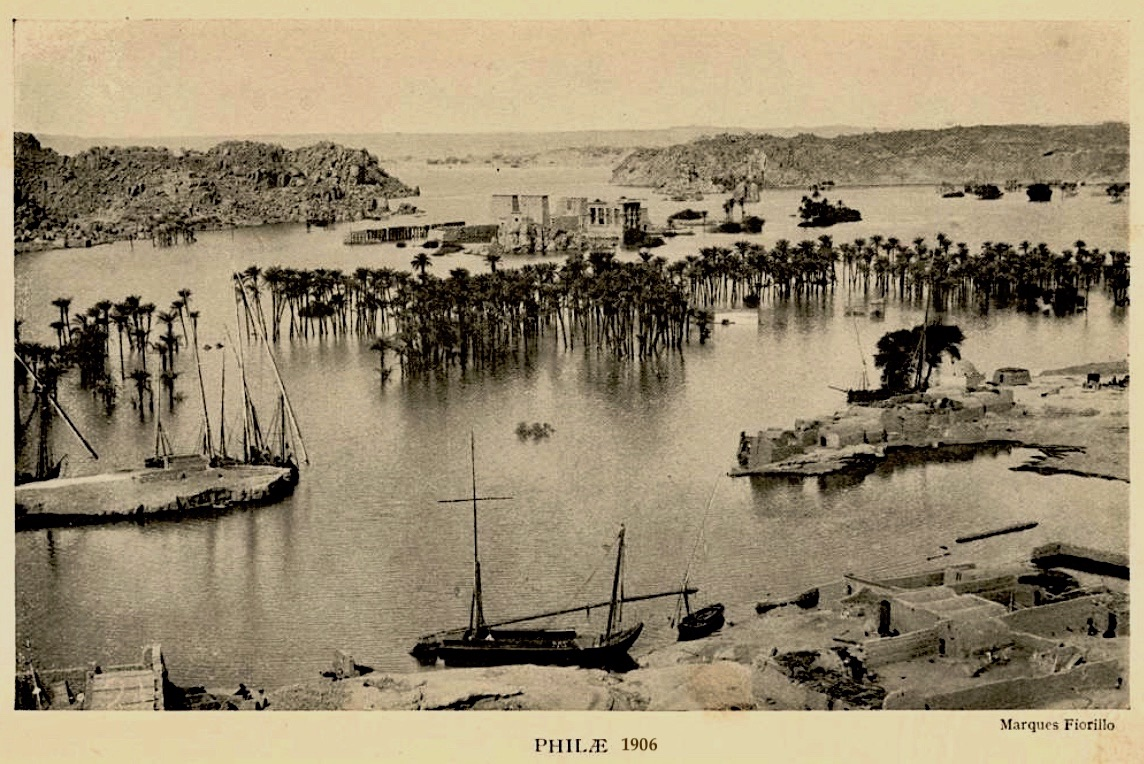
Ostrov a chrám Philae, po dokončení Asuánské přehrady 1902, snímek 1906

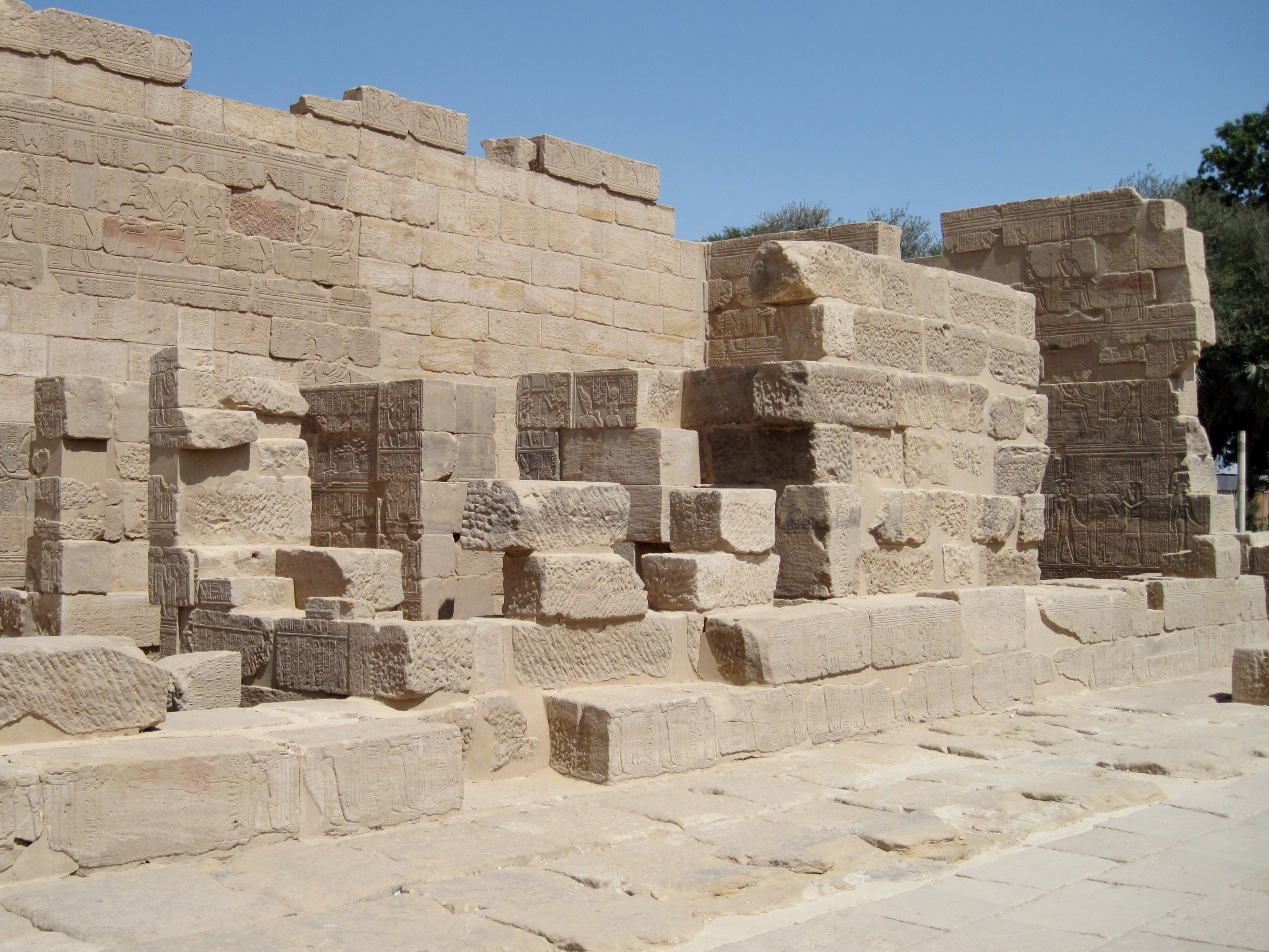
Chrám Arensnuphis-Dedun, postavený králem Núbie Arqamani a faraonem Ptolemaiem V. na ostrově Agilkia

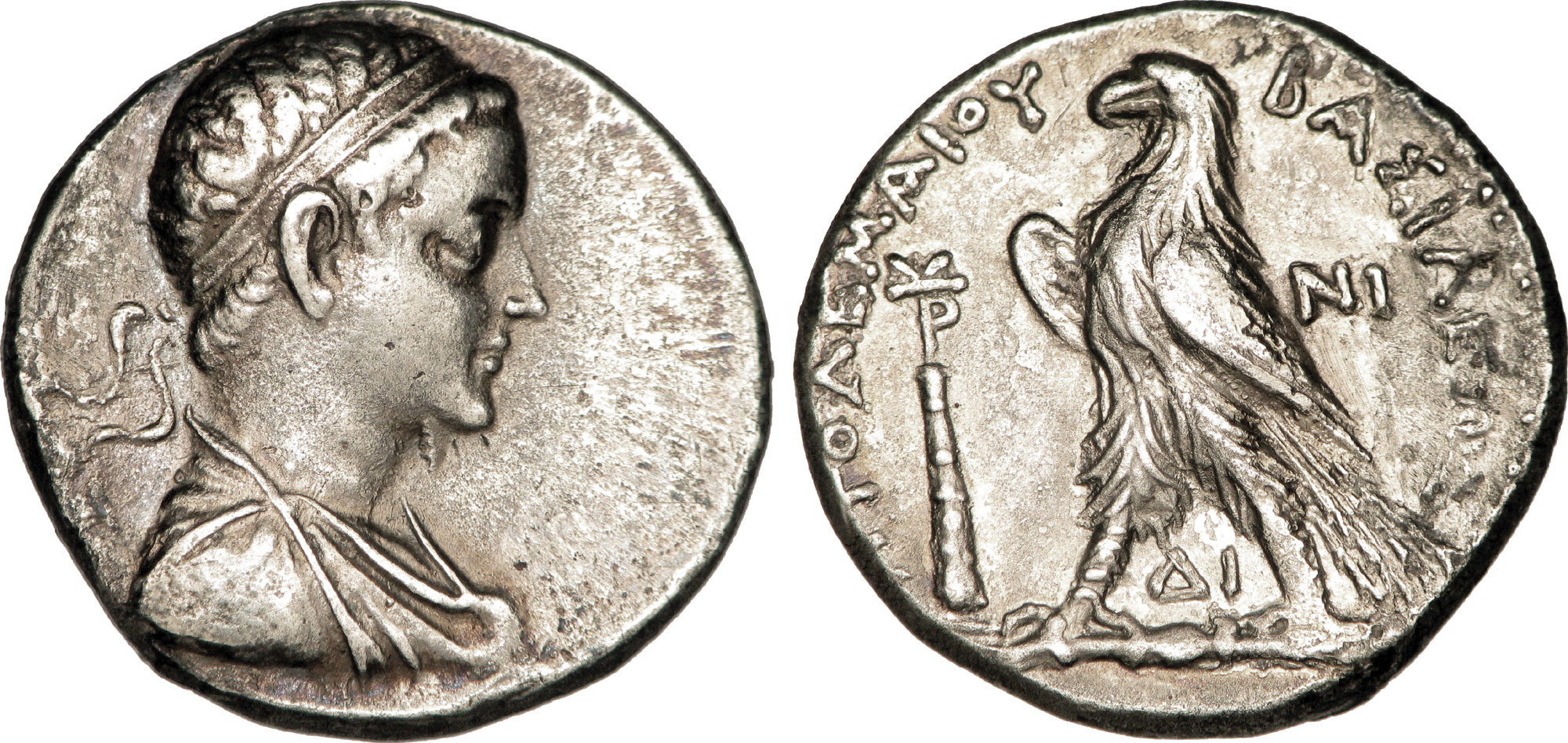
Stříbrná tetradrachma vydaná ~200-199 př. n. l.

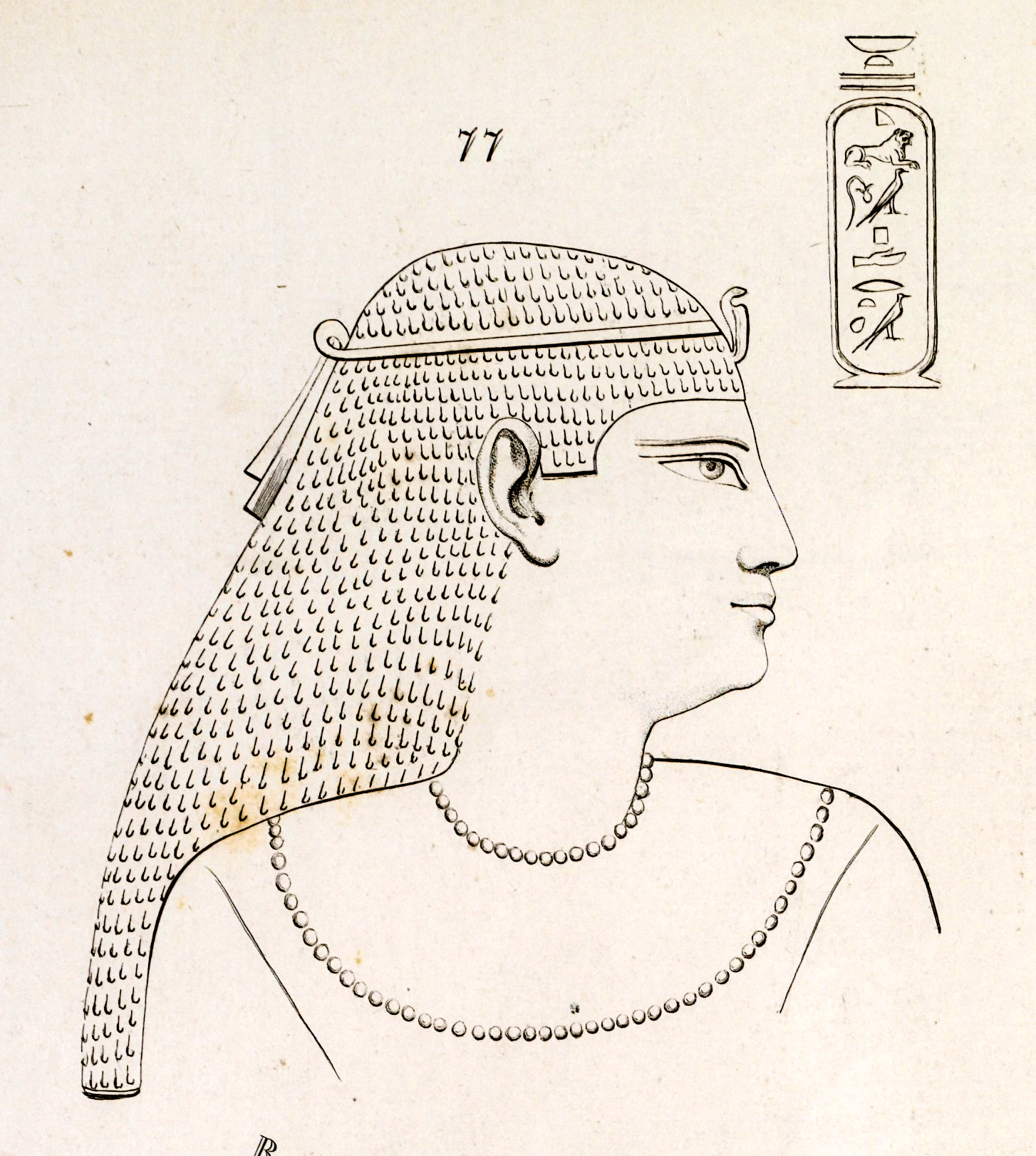
Kleopatra I. Syra, manželka Ptolemaie V.

Když zemřel Ptolemaios IV., byl jeho syn ještě pětiletý chlapec. Dva hlavní oblíbenci zemřelého krále, Agathoklés a Sosibius se obávali, že by si královna vdova Arsinoé III. mohla přisvojit regentství nad příliš mladým králem Ptolemaiem pro sebe, proto ji oba dvořané dali zavraždit, ještě před tím, než se dozvěděla o smrti svého manžela a Agathoklés se Sosibiem si tak zajistili pozici regentů, a tím i vládu v zemi pro sebe.
Domácí politicko-sociální situaci a také mezinárodní postavení Egypta zdědil po svém otci, který řídili ministři Agathoklés a Sobisios a na ně navázané byrokratické struktury, včetně kněží v dominantních chrámech. Helénistický systém koncem třetího století neměl ve východním Středomoří příznivou konstelaci a schopností, které by Filipa V. Makedonského a Antiocha III. zadržely nebo je porazily.  Pokud by se (pátou) syrskou válku, která zachvátila region po zimě 203/202, nepodařilo ukončit, je pravděpodobné, že by celý systém zničila vláda dvou neschopných králů Ptolemaios IV.- V. 
Je nepravděpodobné, že by samotný Ptolemaiovský režim dlouho udržel účinnou sebeobranu. Byl na pokraji vojenského a politického kolapsu, s dítětem na trůnu, neustálou a násilnou politickou nestabilitou v hlavním městě Alexandrie a masivním povstáním Egypťanů v Horním a středním Egyptě proti řecké nadvládě.

V roce 194 př. n. l. po dlouhodobém vyčerpávajících bojích, skončila pátá syrská válka (202-196 př. n. l.) smlouvou mezi Ptolemaiem V. a Antiochem Megasem a zpečetěna sňatkem šestnáctiletého faraona Epifanése s desetiletou syrskou princeznou Kleopatrou.  Bývalá ptolemaiovská území v Malé Asii opět ovládli Seleukovci. 

## Vzpoura 206-186 př.n.l.
Příčiny rozsáhlých rebelií byly vyvolány neúměrnou daňová zátěží domácí populace, již za vlády Ptlemáia IV. a její neustálé zvyšování v důsledku enormních nákladů na vojenské výdaje a ozbrojené střety, zejména s tradičními Seleukovci, ale také etnická nevraživost mezi bohatou řeckou populací, soustředěnou převážně v Dolním Egyptě a sídle vlády v Alexandrii. Zároveň k tomu přispěly nepříznivé roky nízkých průtoků v Nilu s důsledkem na neúrodu a lokální hladomory.
Vzpoura vypukla již v roce 206 př. n. l. v Alexandrii a pro mladistvého následníka to bylo neblahé dědictví. Nicméně v roce 202 př. n. l. se generál a velitel města Pelusium Tlepolemos  postavil do čela potlačení vzpoury v Alexandrii, která skončila smrtí regenta Agathokla a několika jeho stoupenců z rukou alexandrijské lůzy a Tlepolemos se povýšil do pozice regenta. Zde se však příliš jako voják neosvědčil a postupně byl nahrazen regentem a Aristomenésem. Koncem roku 197 př. n. l. se vzpouru v Alexandrii podařilo potlačit, vzbouřenci byli odvedeni do Memfis, kde k příležitosti oslav korunovace Ptolemáie V. Epifanése, byli popraveni. 

Vzpoura se však již od roku 205 př. n. l. také rozšířila i do Horního Egyptu a v Tébách se ujal vlády Horonnphoris, , který se prohlásil faraonem
| Období př. n. l. | Hlavní aktéři | Vývoj událostí                                                                                                |
| ---------------- | --- | --- |
| 206-205-200      | Iniciace vzpoury v Horním Egypu v Edfu, poslední datace potvrzení o zaplacení daně Ptolemaiovi IV.                                  | Vůdci Har-wennefer (Horonnphoris) a Ach-Wennefer (Chaennopheris); Horennpheris se prohlásí faraonem v Thébách |
| 200-199          | Protiofenziva vojenských jednotek Ptolemaie V. Epiphanése, a smrt Harannphories; vedení protiofenzivy převzal Aristomenes z Alyzia; | Vůdcem se stal Chaennophris a zastavil řecké vojanské jednotky u Lycopolis v postupu na jih.                  |
| 194-191          | Chaennophris se prohlásil faraonem v Thébách; Ptolemaiovská vojska opět ovládla Théby                                               | Chaennophris uprchl patrně do Nubie                                                                           |
| 186              | Konečná porážka zbytků rebelů Chaennophrise vládními vojsky pod vedení generála Kammose                                             | Obnovení vlády Ptolemaie V. a kruté potrestání pochataných rebel                                              |

Na stéle v chrámu v Philae, s dvojjazyčným textem, je zapsáno:
| „ | Když bylo jeho Veličenstvu ústy přítele Jeho Veličenstva, který miluje krále, oznámeno náčelníkem kavalérie Aristonikos synem Aristonikos ohledně Kommose, který je jedním z prvních přátel Jeho Veličenstva: „Bitva se odehrálo na jihu v oblasti Théb s bezbožným mužem, ďáblem bohů Hr–wnf a jednotkami Etiopanů, kteří se s ním spojili, zabili je a zajali tyto zlé muže naživu. Rebel proti bohům, Hr-wnf, ten, kdo vedl válku v Egyptě, shromažďoval drzé lidi ze všech oblastí kvůli jejich zločinům, dělali strašné věci guvernérům nomů, znesvětili chrámy, poškodili božské sochy, obtěžovali kněze a potlačili obětiny na oltářích a ve svatyních. Plenili města a jejich obyvatelstvo, ženy a děti nevyjímaje, a v době anarchie páchali nejrůznější zločiny. Ukradli daně nomům, poškodili zavlažovací zařízení. | “ |
| — | |   |

## Reformy jako důsledek ukončení vzpoury
Rozsáhlé vzpoury, které zasáhly celý Egypt a vyčerpávající občanská válka, vedly vládce k zavedení reforem v řadě oblastí, které také byly včleněny do textu Menfiské respektive Rosetské stély , vydané kněžským synodem 27.3.196 př. n. l., souhrnně popisuje Clarysse.
- Daně z ekonomické produkce nebudou přímo chrámů coby nájemcům, ale centrále, místo daně farmáři platí nájem z dlouhodobě pronajatých či osobně vlastněných polností přímo královské fiskální správě, faraon pak určuje co z toho obdrží chrámy.
- Čtyři tisíce vojenských veteránů obdrží půdu v oáze Fajúm, kromě toho podél nilského toku budou zřízeny nové vojenské garnizóny s plným centrálním zabezpečením.
- Celková administrativní správa bude úžeji spjat s vládou; je ustanovena hierarchie úředníků a zástupců krále na venkově. V Horním Egyptě je ustanoven generální guvernér s rozsáhlými pravomocemi. První guvernérem byl Kammose, ten který v oblasti finálně potlačil vzpouru.
- Byla vyhlášen všeobecná amnestie "Habeas corpus" pro uprchlíky, policisty aj. a odpuštěny dluhy z nezplacených daní užívání královských pozemků.
- Je zakázáno uvěznit osobu pro soukromé účely, případně obvinění předstupuje před úředně ustanoveného soudce.

Je však otázkou jak tyto reformy byly zavedeny a trvale dodržovány, zejména, když se uváží, že konečná porážka rebelů v Horním Egyptě je datována až k roku ~186 př. n. l. a následníky respektovány.
Nápisy na Rosettské desce jsou napsán ve dvou jazycích, Egyptštině a Řečtině. Část psaná hieroglyfy je zlomková a její překlad obsahuje texty podobné textům z knihy mrtvých, obřadní, ceremoniální procesy. Druhá část v démotickém písmu, používaném v Ptolemaiovské době, je psána konvenčním zkratkovým způsobem, zkrácená a upravená, je formou hieratického znaku, nebo kurzívní forma hieroglyfického písma, která se používala v Ptolemaiovské době. Řecká část je psána obyčejnou unciálou. Některé části jsou poškozeny a obtížně čitelné, nicméně byly rekonstruovány z kopie zmíněné stély a stély nalezené v roce 1898 v chrámu v Philae "Nubayrah decree". Srovnávací analýza textů naznačuje, že originální text byl sepsán v démotickém písmu a řecký a hieroglyfický zápis byly druhotné, překladem démotického textu. V úvodní části Rosettské desky jsou oslavné pasáže vztahující se k faraonovi, jeho titulatuře, ochranným bohům. Závěry plynoucí z textů byly již zmíněny v práci Clarysse.

## Epilog

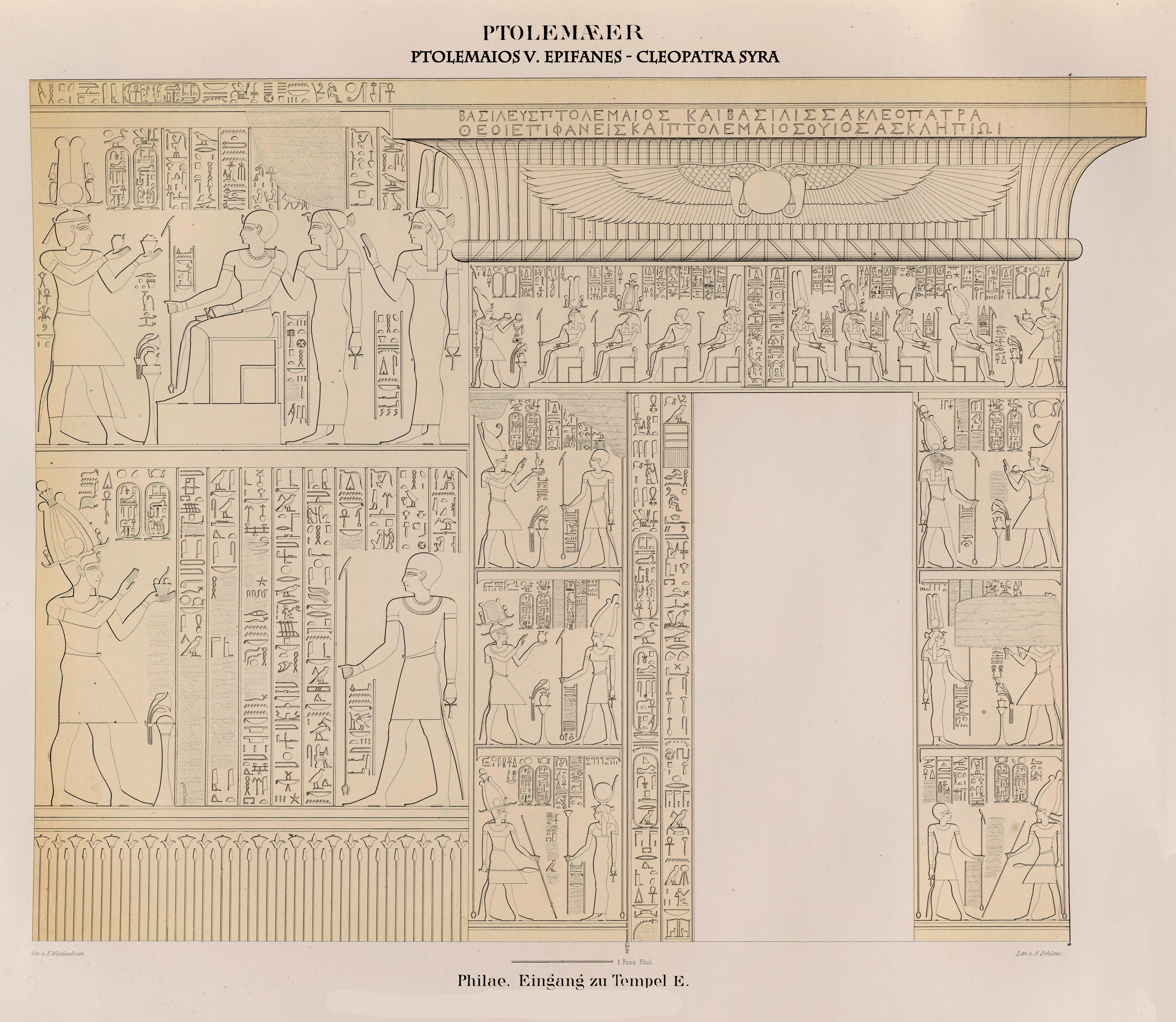
Vstupní brána do chrámu v Philae; reliéfy Ptolemaios V. s obětinami a skupinou bohů;
vlevo nahoře s manželkou Kleopatrou I. za ní bohyně Ptah-Tatenen

Od počátku Ptolemaiovské dynastie, když její zakladatel Ptolemaios I. Sotér ještě coby jmenovaný satrapa (~312 př. n. l.) a musel obhájit vládu nad Egyptem, získanou jako dědictví po Alexandru Velikém, se celé další vlády potýkaly v vzájemných rozbrojích se střídavým úspěchem. Neuralgickým bodem byla Malá Asie a nejčastěji pásmo kolem severního pobřeží včetně Sýrie, také označovaná jako Hórava cesta, která spojovala Egypt s Kanaánem a zabezpečovaná pevností Tjaru v okolí současného města El-Qantara.. Z historie jsou známy opakované Syrské války, první z období Ptolemaia II. až šestá 170-168 př. n. l. za vlády následníka Ptoleemaie VI., než se dosáhlo relativního uklidnění. Do mocenských zájmů již aktivně zasahovala Římská republika. Ostatně římský vyslanec Marcus Aemilius Lepidus působil v Alexandrii již za vlády Ptolemaie V. , kdy již Egypt pozbyl svá území v Malé Asii. Za vlády Ptolemaie V. úpadek říše pokrčoval. 
Ptoelemaios V. Epifanés zemřel 180/1 př. n. l. za nejasných okolností, jeho posmrtné úložiště nebylo nalezeno. Na trůn byl dosazen jeho nezletilý šestiletý syn Ptolemaios VI. Filométor a praktickou vládkyní - regentkou byla jeho matka Kleopatra I. Historie jakoby se opakovala.